# Persone di nome Leopoldo
| Questa pagina contiene informazioni ricavate automaticamente dalle voci biografiche con l'ausilio del template Bio e di un bot. L'aggiornamento è periodico e automatico e ricostruisce completamente la pagina. Se manca una persona in questa lista, sei pregato di non aggiungerla, ma accertati piuttosto che la sua voce biografica contenga il template Bio e che i dati anagrafici siano correttamente compilati. Se il template Bio manca, inseriscilo tu stesso o, in alternativa, metti l'avviso {{tmp\|Bio}} che ne segnala la mancanza. Se i dati riportati sono sbagliati, correggi direttamente la voce biografica; le modifiche saranno visibili in questa lista entro pochi giorni. Per chiarimenti vedi il progetto antroponimi. La lista contiene solo le 187 persone che sono citate nell'enciclopedia e per le quali è stato implementato correttamente il template Bio. Pagina aggiornata al 22 lug 2025. |

Questa è una lista di persone presenti nell'enciclopedia che hanno il nome Leopoldo, suddivise per attività principale.

## Allenatori di calcio(1)
- Leopoldo Fabris, allenatore di calcio e ex calciatore italiano (Dolo, n. 1951)

## Allenatori di calcio a 5(1)
- Leopoldo Capurso, allenatore di calcio a 5 italiano (Bisceglie, n. 1956)

## Antiquari(1)
- Leopoldo Franciolini, antiquario e falsario italiano (n. 1844 - † 1920)

## Archeologi(1)
- Leopoldo De Feis, archeologo e presbitero italiano (Anzi, n. 1844 - Livorno, † 1909)

## Architetti(5)
- Leopoldo Laperuta, architetto italiano (Portici, n. 1771 - Napoli, † 1858)
- Leopoldo Pasqui, architetto e ingegnere italiano (Firenze, n. 1801 - † 1876)
- Leopoldo Pollack, architetto italiano (Vienna, n. 1751 - Milano, † 1806)
- Leopoldo Retti, architetto italiano (Laino, n. 1705 - Stoccarda, † 1751)
- Leopoldo Torres Balbás, architetto e restauratore spagnolo (Madrid, n. 1888 - Madrid, † 1960)

## Arcivescovi cattolici(2)
- Leopoldo Antonio Eleuterio Firmian, arcivescovo cattolico austriaco (Monaco di Baviera, n. 1679 - Salisburgo, † 1744)
- Leopoldo Girelli, arcivescovo cattolico italiano (Predore, n. 1953)

## Astronomi(1)
- Leopoldo Del Re, astronomo italiano (Cantalupo nel Sannio, n. 1804 - Napoli, † 1872)

## Attori(6)
- Poldo Bendandi, attore italiano (Ravenna, n. 1920 - Roma, † 1991)
- Leo Carrillo, attore statunitense (Los Angeles, n. 1880 - Santa Monica, † 1961)
- Leopoldo Mastelloni, attore, regista teatrale e cantante italiano (Napoli, n. 1945)
- Leopoldo Salcedo, attore e produttore cinematografico filippino (Cavite, n. 1912 - Pasig, † 1998)
- Leopoldo Trieste, attore, drammaturgo e regista italiano (Reggio Calabria, n. 1917 - Roma, † 2003)
- Leopoldo Valentini, attore italiano (Roma, n. 1912 - Roma, † 1983)

## Autori televisivi(1)
- Leopoldo Siano, autore televisivo italiano (Roma, n. 1964)

## Aviatori(1)
- Leopoldo Marangoni, aviatore e militare italiano (Milano, n. 1914 - Bardia, † 1941)

## Avvocati(5)
- Leopoldo Armaroli, avvocato e politico italiano (Macerata, n. 1766 - Appignano, † 1843)
- Leopoldo Baracco, avvocato e politico italiano (Asti, n. 1886 - Asti, † 1966)
- Leopoldo Galeotti, avvocato, giornalista e politico italiano (Pescia, n. 1813 - Firenze, † 1884)
- Leopoldo Minesso, avvocato, giornalista e politico italiano (Treviso, n. 1842 - Treviso, † 1913)
- Leopoldo Sabbatini, avvocato italiano (Camerino, n. 1861 - Milano, † 1914)

## Biologi(2)
- Leopoldo Granata, biologo italiano (Cosenza, n. 1885 - Firenze, † 1939)
- Leopoldo Maggi, biologo, zoologo e geologo italiano (Rancio Valcuvia, n. 1840 - Pavia, † 1905)

## Bobbisti(1)
- Leopoldo Gaspari, bobbista italiano (Cortina d'Ampezzo, n. 1939 - Breuil-Cervinia, † 1967)

## Calciatori(11)
- Leopoldo Antonini, calciatore italiano († 1916)
- Leopoldo Bolognesi, calciatore italiano (Reggio Emilia, n. 1911)
- Leopoldo Caimmi, calciatore italiano (Ancona, n. 1906 - Milano, † 1937)
- Leopoldo Conti, calciatore italiano (Milano, n. 1901 - Milano, † 1970)
- Leopoldo Dotti, calciatore italiano (Ancona, n. 1895 - Como, † 1920)
- Leopoldo Francovig, calciatore italiano (Lucinico, n. 1906 - Magenta, † 1969)
- Leopoldo Jiménez, ex calciatore venezuelano (Caracas, n. 1978)
- Leopoldo Luque, calciatore argentino (Santa Fe, n. 1949 - Mendoza, † 2021)
- Leopoldo Pardini, ex calciatore italiano (Montignoso, n. 1951)
- Leopoldo Raimondi, calciatore italiano (Parma, n. 1938 - Parma, † 2020)
- Leopoldo Vallejos, ex calciatore cileno (n. 1944)

## Cantautori(1)
- Mimmo Dany, cantautore e attore italiano (Giugliano in Campania, n. 1969)

## Cardinali(3)
- Leopoldo José Brenes Solórzano, cardinale e arcivescovo cattolico nicaraguense (Ticuantepe, n. 1949)
- Leopoldo Ernesto Firmian, cardinale e vescovo cattolico austriaco (Trento, n. 1708 - Passavia, † 1783)
- Leopoldo de' Medici, cardinale italiano (Firenze, n. 1617 - Firenze, † 1675)

## Cestisti(2)
- Leopoldo Contarbio, cestista argentino (Buenos Aires, n. 1927 - † 1993)
- Leopoldo Ruiz Moreno, ex cestista argentino (Paraná, n. 1972)

## Ciclisti su strada(1)
- Leopoldo Torricelli, ciclista su strada e pistard italiano (Torino, n. 1893 - Torino, † 1930)

## Compositori(4)
- Leopoldo Cassone, compositore italiano (Moncalvo, n. 1868 - Torino, † 1935)
- Leopoldo Cepparello, compositore italiano (Calci, n. 1909 - Pisa, † 1990)
- Leopoldo Gamberini, compositore, direttore d'orchestra e direttore di coro italiano (Como, n. 1922 - Genova, † 2012)
- Leopoldo Miguez, compositore, violinista e direttore d'orchestra brasiliano (Niterói, n. 1850 - Rio de Janeiro, † 1902)

## Direttori d'orchestra(1)
- Leopoldo Mugnone, direttore d'orchestra italiano (Napoli, n. 1858 - Napoli, † 1941)

## Disegnatori(1)
- Leopoldo Méndez, disegnatore, incisore e grafico messicano (Città del Messico, n. 1902 - Città del Messico, † 1969)

## Drammaturghi(1)
- Leopoldo Marenco, drammaturgo, librettista e latinista italiano (Ceva, n. 1831 - Milano, † 1899)

## Editori(1)
- Leopoldo Alinari, editore italiano (Firenze, n. 1832 - Firenze, † 1865)

## Fantini(2)
- Leopoldo Bianchini, fantino italiano (Siena, n. 1830 - Siena, † 1884)
- Leopoldo Pasqualetti, fantino italiano (Volterra, n. 1848)

## Filosofi(1)
- Leopoldo Zea, filosofo messicano (Città del Messico, n. 1912 - Città del Messico, † 2004)

## Fisici(1)
- Leopoldo Nobili, fisico e inventore italiano (Trassilico, n. 1784 - Firenze, † 1835)

## Fisiologi(1)
- Leopoldo Marco Antonio Caldani, fisiologo e anatomista italiano (Bologna, n. 1725 - Padova, † 1813)

## Flautisti(1)
- Leopoldo Pieroni, flautista e compositore italiano (Firenze, n. 1847 - Firenze, † 1919)

## Generali(3)
- Leopoldo Cintra Frías, generale e politico cubano (Yara, n. 1941)
- Leopoldo Galtieri, generale e politico argentino (Caseros, n. 1926 - Buenos Aires, † 2003)
- Leopoldo di Limburg-Stirum, generale e politico olandese (Hoogeveen, n. 1758 - Le Hague, † 1840)

## Geologi(1)
- Leopoldo Pilla, geologo e politico italiano (Venafro, n. 1805 - Curtatone, † 1848)

## Giuristi(3)
- Leopoldo Elia, giurista e politico italiano (Fano, n. 1925 - Roma, † 2008)
- Leopoldo Andrea Guadagni, giurista italiano (Firenze, n. 1705 - Pisa, † 1785)
- Leopoldo Mazzarolli, giurista e avvocato italiano (Treviso, n. 1930 - Padova, † 2015)

## Imperatori(1)
- Leopoldo I d'Asburgo, imperatore (Vienna, n. 1640 - Vienna, † 1705)

## Imprenditori(2)
- Leopoldo Parodi Delfino, imprenditore, banchiere e politico italiano (Milano, n. 1875 - Arcinazzo Romano, † 1945)
- Leopoldo Pirelli, imprenditore italiano (Varese, n. 1925 - Portofino, † 2007)

## Ingegneri(1)
- Leopoldo Massimilla, ingegnere italiano (Caserta, n. 1930 - Napoli, † 1993)

## Linguisti(1)
- Leopoldo Laudati, linguista e religioso italiano (Altamura)

## Magistrati(2)
- Leopoldo Conforti, magistrato italiano (Marano Marchesato, n. 1891 - † 1962)
- Leopoldo Puccioni, magistrato e politico italiano (Siena, n. 1825 - Roma, † 1901)

## Medici(4)
- Leopoldo Bard, medico, politico e dirigente sportivo argentino (Buenos Aires, n. 1886 - Buenos Aires, † 1973)
- Leopoldo Curci, medico e poeta italiano (Palo del Colle, n. 1794 - Palo del Colle, † 1879)
- Leopoldo Faretra, medico italiano (Grottaminarda, n. 1908 - Mirabella Eclano, † 2001)
- Leopoldo Mazzei, medico, patriota e giornalista italiano (Radicofani, n. 1819 - Pistoia, † 1901)

## Militari(10)
- Leopoldo De Renzis, militare italiano (Teano, n. 1749 - Napoli, † 1799)
- Leopoldo Eleuteri, militare e aviatore italiano (Castel Ritaldi, n. 1894 - Furbara, † 1926)
- Leopoldo Giunti, militare e politico italiano (Sangineto, n. 1849 - Roma, † 1927)
- Leopoldo Guglielmo d'Austria, militare, vescovo cattolico e collezionista d'arte austriaco (Wiener Neustadt, n. 1614 - Vienna, † 1662)
- Leopoldo Mauroner, militare e politico italiano (Spalato, n. 1836 - Trieste, † 1928)
- Leopoldo Moggi, militare e aviatore italiano (Correggio, n. 1918 - Gallabat, † 1940)
- Leopoldo Montini, militare italiano (Campodipietra, n. 1894 - Monte Sei Busi, † 1915)
- Leopoldo Pellas, militare italiano (Perugia, n. 1897 - Caposile, † 1918)
- Leopoldo Prato, militare italiano (Pamparato, n. 1845 - battaglia di Adua, † 1896)
- Leopoldo Vaccà Berlinghieri, militare italiano (Montefoscoli, n. 1768 - Lerici, † 1809)

## Nobili(20)
- Leopoldo Gonzaga, nobile italiano (n. 1716 - Venezia, † 1760)
- Leopoldo VI di Babenberg, nobile austriaco (n. 1176 - San Germano, † 1230)
- Leopoldo I di Babenberg, nobile tedesco (n. 940 - Würzburg, † 994)
- Leopoldo II di Babenberg, nobile tedesco (n. 1050 - Gars am Kamp, † 1095)
- Leopoldo III di Babenberg, nobile e santo austriaco (Melk - Klosterneuburg, † 1136)
- Leopoldo IV di Babenberg, nobile tedesco (n. 1108 - Niederalteich, † 1141)
- Leopoldo V di Babenberg, nobile austriaco (n. 1157 - Graz, † 1194)
- Leopoldo, duca di Albany, nobile britannico (Buckingham Palace, n. 1853 - Windsor, † 1884)
- Leopoldo d'Assia-Darmstadt, nobile tedesco (n. 1708 - Borgo San Donnino, † 1764)
- Leopoldo Salvatore d'Asburgo-Lorena, nobile austriaco (Stará Boleslav, n. 1863 - Vienna, † 1931)
- Leopoldo Ludovico del Palatinato-Veldenz, nobile tedesco (Lauterecken, n. 1625 - Strasburgo, † 1694)
- Leopoldo di Stiria, nobile austriaco († 1129)
- Leopoldo V d'Austria, nobile austriaco (Graz, n. 1586 - Schwaz, † 1632)
- Bernardo Ripa di Meana, nobile italiano (Torino, n. 1771 - Torino, † 1830)
- Leopoldo Luigi d'Asburgo-Lorena, nobile, generale e ammiraglio austriaco (Milano, n. 1823 - Hörnstein, † 1898)
- Leopoldo d'Asburgo-Lorena, nobile austriaco (Zagabria, n. 1897 - Willimantic, † 1958)
- Leopoldo di Anhalt, nobile tedesco (Dessau, n. 1855 - Cannes, † 1886)
- Leopoldo Ignazio di Dietrichstein, nobile austriaco (Eggenberg, n. 1660 - Mikulov, † 1708)
- Leopoldo III di Lippe, nobile tedesco (Detmold, n. 1821 - Detmold, † 1875)
- Leopoldo di Schleswig-Holstein-Sonderburg-Wiesenburg, nobile polacco (Brzeg, n. 1674 - Vienna, † 1744)

## Organisti(1)
- Leopoldo La Rosa, organista, compositore e direttore d'orchestra peruviano (Lima, n. 1931 - Lima, † 2012)

## Partigiani(3)
- Leopoldo Fagnani, partigiano italiano (Sedriano, n. 1922 - Torriano, † 1944)
- Leopoldo Gasparotto, partigiano, avvocato e alpinista italiano (Milano, n. 1902 - Fossoli, † 1944)
- Leopoldo Pantieri, partigiano italiano (Teodorano, n. 1911 - Teodorano, † 1948)

## Pianisti(1)
- Leo Sanfelice, pianista, cantante e compositore italiano (Reggio Calabria, n. 1935)

## Pittori(4)
- Leopoldo Battistini, pittore e ceramista italiano (Jesi, n. 1865 - Lisbona, † 1936)
- Leopoldo Grimaldi, pittore italiano (Campobasso, n. 1838 - Campobasso, † 1920)
- Leopoldo Metlicovitz, pittore e illustratore italiano (Trieste, n. 1868 - Ponte Lambro, † 1944)
- Leopoldo Toniolo, pittore italiano (Schio, n. 1833 - Padova, † 1908)

## Poeti(2)
- Leopoldo Lugones, poeta, giornalista e saggista argentino (Villa de María, n. 1874 - Tigre, † 1938)
- Leopoldo Marechal, poeta, drammaturgo e scrittore argentino (Buenos Aires, n. 1900 - Buenos Aires, † 1970)

## Politici(21)
- Leopoldo Calvo-Sotelo, politico spagnolo (Madrid, n. 1926 - Pozuelo de Alarcón, † 2008)
- Leopoldo Cannavina, politico italiano (Ripalimosani, n. 1810 - Campobasso, † 1877)
- Leopoldo Cattani Cavalcanti, politico italiano (Firenze, n. 1813 - Firenze, † 1882)
- Leopoldo Di Girolamo, politico e medico italiano (Montorio al Vomano, n. 1951)
- Leopoldo Dorucci, politico e religioso italiano (Sulmona, n. 1815 - Sulmona, † 1888)
- Leopoldo Ferri, politico italiano (Padova, n. 1877 - Torreglia, † 1937)
- Leopoldo Franchetti, politico, nobile e economista italiano (Livorno, n. 1847 - Roma, † 1917)
- Leopoldo Gasparini, politico e partigiano italiano (Gradisca, n. 1894 - Gradisca, † 1969)
- Leopoldo de Gregorio, marchese di Squillace, politico e diplomatico italiano (Messina, n. 1699 - Venezia, † 1785)
- Leopoldo López, politico e attivista venezuelano (Caracas, n. 1971)
- Leopoldo Attilio Martino, politico italiano (Ceva, n. 1928 - Cuneo, † 2019)
- Leopoldo O'Donnell, politico, generale e nobile spagnolo (Santa Cruz de Tenerife, n. 1809 - Biarritz, † 1867)
- Leopoldo Piccardi, politico italiano (Ventimiglia, n. 1899 - Roma, † 1974)
- Leopoldo Pullè, politico, scrittore e drammaturgo italiano (Verona, n. 1835 - Milano, † 1917)
- Leopoldo Rubinacci, politico, avvocato e sindacalista italiano (San Giorgio a Cremano, n. 1903 - Milano, † 1969)
- Leopoldo Tarantini, politico, avvocato e librettista italiano (Rutigliano, n. 1811 - Napoli, † 1882)
- Leopoldo Torlonia, politico italiano (Roma, n. 1853 - Frascati, † 1918)
- Leopoldo Valfrè di Bonzo, politico e militare italiano (Bra, n. 1808 - Torino, † 1887)
- Leopoldo Zagami, politico e avvocato italiano (Lipari, n. 1905 - † 1973)
- Leopoldo Zurlo, politico italiano (Campobasso, n. 1875 - Roma, † 1959)
- Leopoldo Filippo d'Arenberg, politico spagnolo (Bruxelles, n. 1690 - Castello di Heverlee, † 1754)

## Presbiteri(2)
- Leopoldo da Castelnuovo, presbitero croato (Castelnuovo di Cattaro, n. 1866 - Padova, † 1942)
- Leopoldo da Gaiche, presbitero italiano (Gaiche di Piegaro, n. 1732 - Monteluco, † 1815)

## Principi(16)
- Leopoldo III di Anhalt-Dessau, principe e duca (Dessau, n. 1740 - Dessau, † 1817)
- Leopoldo I di Anhalt-Dessau, principe tedesco (Dessau, n. 1676 - Dessau, † 1747)
- Leopoldo Giovanni d'Asburgo, principe (Vienna, n. 1716 - Vienna, † 1716)
- Leopoldo di Anhalt-Köthen, principe (Köthen, n. 1694 - Köthen, † 1728)
- Leopoldo di Sassonia-Coburgo-Koháry, principe tedesco (Vienna, n. 1824 - Vienna, † 1884)
- Leopoldo II di Anhalt-Dessau, principe tedesco (Dessau, n. 1700 - Dessau, † 1751)
- Leopoldo del Belgio, principe belga (Laeken, n. 1859 - Laeken, † 1869)
- Leopoldo di Borbone-Due Sicilie, principe italiano (Napoli, n. 1790 - Napoli, † 1851)
- Leopoldo Ferdinando d'Asburgo-Lorena, principe austriaco (Salisburgo, n. 1868 - Berlino, † 1935)
- Leopoldo IV di Anhalt-Dessau, principe tedesco (Dessau, n. 1794 - Dessau, † 1871)
- Leopoldo di Borbone-Due Sicilie, principe (Palermo, n. 1813 - Pisa, † 1860)
- Leopoldo di Hohenzollern-Sigmaringen, principe (Krauchenwies, n. 1835 - Berlino, † 1905)
- Leopoldo I di Lippe, principe (Detmold, n. 1767 - Detmold, † 1802)
- Leopoldo II di Lippe, principe tedesco (Detmold, n. 1796 - Detmold, † 1851)
- Leopoldo Bernardo di Lippe, principe tedesco (Detmold, n. 1904 - Detmold, † 1965)
- Leopoldo Clemente di Lorena, principe (Lunéville, n. 1707 - Lunéville, † 1723)

## Pugili(1)
- Leopoldo Serantes, pugile filippino (n. 1962 - Manila, † 2021)

## Registi(3)
- Leopoldo Santovincenzo, regista e autore televisivo italiano (Campobasso, n. 1964)
- Leopoldo Savona, regista e sceneggiatore italiano (Lenola, n. 1913 - Jesi, † 2000)
- Leopoldo Torre Nilsson, regista, produttore cinematografico e sceneggiatore argentino (Buenos Aires, n. 1924 - Buenos Aires, † 1978)

## Religiosi(2)
- Leopoldo da Alpandeire, religioso spagnolo (Alpandeire, n. 1864 - Granada, † 1956)
- Leopoldo di Bebenburg, religioso e giurista tedesco (Rot am See - Bamberga, † 1363)

## Rugbisti a 15(1)
- Leopoldo de Chazal, ex rugbista a 15 argentino (Provincia di Tucumán, n. 1975)

## Saggisti(1)
- Leopoldo Barboni, saggista e romanziere italiano (San Frediano a Settimo, n. 1848 - Trapani, † 1921)

## Scrittori(2)
- Leopoldo Alas, romanziere, drammaturgo e critico letterario spagnolo (Zamora, n. 1852 - Oviedo, † 1901)
- Leopoldo Paciscopi, scrittore e giornalista italiano (Cavriglia, n. 1925 - Fiesole, † 2018)

## Scultori(1)
- Leopoldo Costoli, scultore italiano (Firenze, n. 1850 - † 1908)

## Sovrani(6)
- Leopoldo IV di Lippe, sovrano (Oberkassel, n. 1871 - Detmold, † 1949)
- Leopoldo I del Belgio, re (Coburgo, n. 1790 - Laeken, † 1865)
- Leopoldo di Baden, sovrano tedesco (Karlsruhe, n. 1790 - Karlsruhe, † 1852)
- Leopoldo II del Belgio, re belga (Bruxelles, n. 1835 - Laeken, † 1909)
- Leopoldo II di Toscana, sovrano italiano (Firenze, n. 1797 - Roma, † 1870)
- Leopoldo III del Belgio, re belga (Bruxelles, n. 1901 - Woluwe-Saint-Lambert, † 1983)

## Storici(3)
- Leopoldo Cassese, storico e archivista italiano (Atripalda, n. 1901 - Roma, † 1960)
- Leopoldo Usseglio, storico e politico italiano (Torino, n. 1853 - Lanzo Torinese, † 1919)
- Leopoldo Camillo Volta, storico italiano (Mantova, n. 1751 - Mantova, † 1823)

## Trasformisti(1)
- Leopoldo Fregoli, trasformista, attore e regista italiano (Roma, n. 1867 - Viareggio, † 1936)

## Vescovi cattolici(1)
- Leopoldo d'Austria, vescovo cattolico austriaco (Austria - Cordova, † 1557)

## Senza attività specificata(7)
- Leopoldo IV d'Asburgo, duca (n. 1371 - Vienna, † 1411)
- Leopoldo Guglielmo di Baden-Baden (n. 1626 - Baden-Baden, † 1671)
- Leopoldo Federico di Württemberg-Mömpelgard, duca tedesco (Mömpelgard, n. 1624 - Mömpelgard, † 1662)
- Leopoldo I d'Asburgo, duca (Vienna, n. 1290 - Strasburgo, † 1326)
- Leopoldo II d'Asburgo-Lorena (Vienna, n. 1747 - Vienna, † 1792)
- Leopoldo III d'Asburgo, duca (Vienna, n. 1351 - Sempach, † 1386)
- Leopoldo di Lorena, duca francese (Innsbruck, n. 1679 - Lunéville, † 1729)